# 韋恩莊園
韋恩莊園（英語：Wayne Manor）是DC漫畫中的虛構地點，為布魯斯·韋恩（蝙蝠俠）的住宅，位於高譚市郊區。蝙蝠俠的秘密基地蝙蝠洞即坐落於韋恩莊園的下方。
管家阿福·潘尼沃斯是韋恩莊園的永久居民之一，他平時也負責維護這棟住宅。

## 其他版本

### 提姆·波頓電影
在1989年電影《蝙蝠俠》和其續集《蝙蝠俠大顯神威》中，韋恩莊園的外部是在英國赫特福德郡的科內博斯廳取景的，而其內景則主要是在哈特菲爾德莊園拍攝的。

### 黑暗騎士三部曲
韋恩莊園是《黑暗騎士三部曲》中的一個主要場景。
在2005年電影《蝙蝠俠：開戰時刻》中，韋恩莊園的內部和外部實際上都是在英國白金漢郡的蒙特摩爾塔樓取景拍攝的。片中，韋恩莊園於結局時被影武者聯盟燒毀。
在續集《黑暗騎士》中，韋恩莊園由於正在重建中而並未出現。

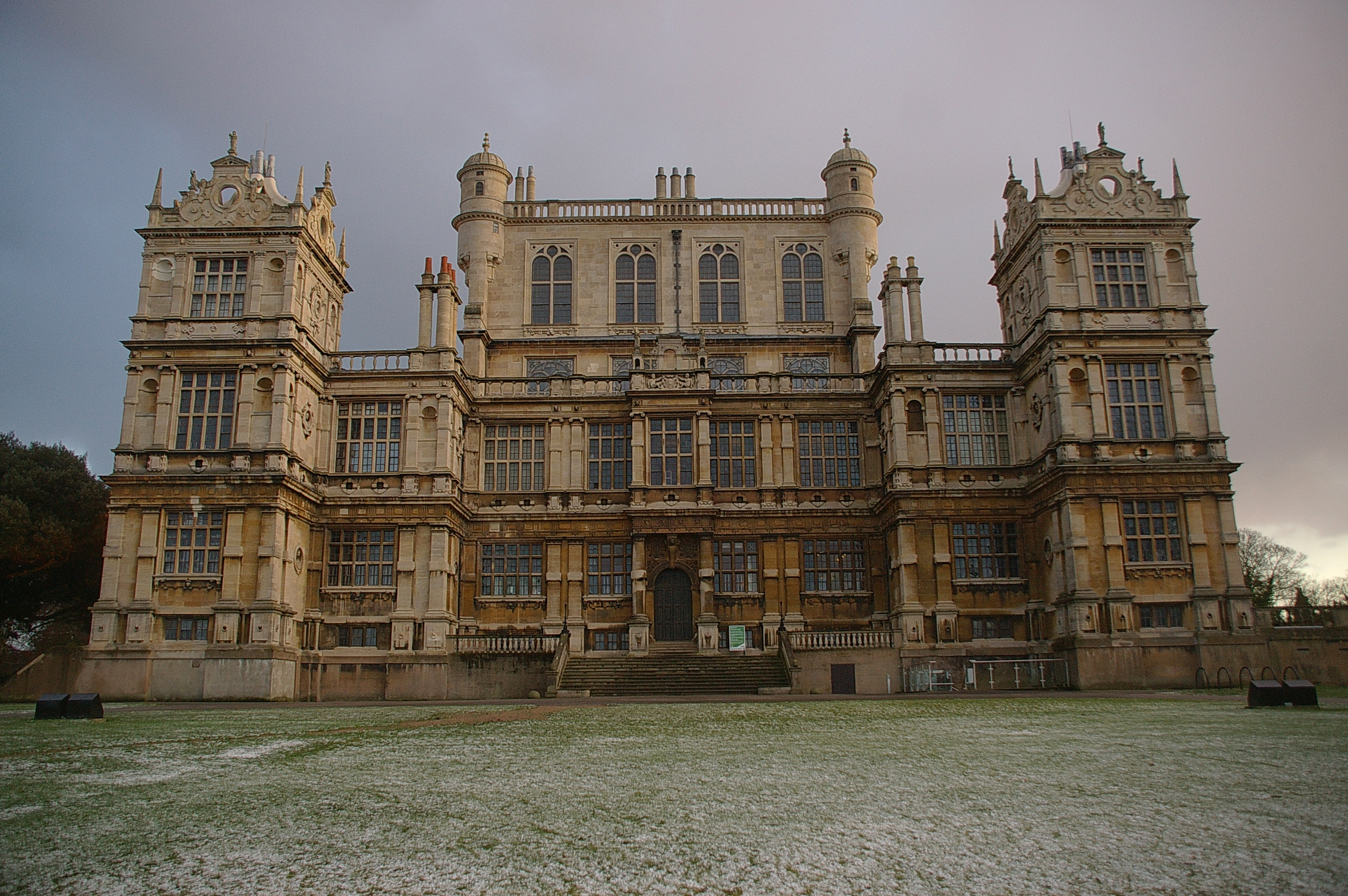
2012年電影《黑暗騎士：黎明升起》中的韋恩莊園的取景地沃萊頓廳。

重建後的韋恩莊園再度出現於《黑暗騎士：黎明升起》中。這次劇組改在諾丁漢的沃萊頓廳拍攝韋恩莊園的相關場景。

### DC擴充宇宙
在2016年電影《蝙蝠俠對超人：正義曙光》中，由於布魯斯·韋恩在18歲時就搬入了一間現代化風格的「玻璃屋」（Glasshouse），因此幾十年來無人維護的韋恩莊園變得十分荒廢和破舊。